# Hieronim Michał Komornicki
Hieronim Michał Jaksa Komornicki herbu Gryf, wcześniej profes świętokrzyski, koadiutorem został 17 sierpnia 1682, nominacja i elekcja opacka 6 listopada 1682, benedykcja w klasztorze (ur. około 1630  – zm. 4 września 1689) – opat Świętokrzyski OSB

## Życiorys
Pochodził z Komornik w powiecie chęcińskim, był synem Hieronima i Jadwigi Dembińskiej. W r. 1647 studiował w Padwie (zapisał się 21 VII w księdze polskiej). Pieczętował się znakiem starego średniowiecznego rodu Gryfitów-Świebodziców.
Rycerz i dyplomata.
- Wziął chwalebny udział w kampanii cudnowskiej 1660 r. jako pułkownik piechoty, za co uczcił go jego przyjaciel-poeta i towarzysz broni Wespazjan Kochowski hymnem pt. „Tryumf pod Czudnowem 1665”. Tak pisze o nim Wespazjan Kochowski w trzecim klimakterze (Climacteres (Roczników polskich od śmierci Władysława IV Klimaktery)) i powiada: „Pod Cudnowem 1665 r. ten pomiędzy innemi odznaczył się Hieronim Komornicki oberszter regimentu pieszego, którego tem bardziej wspomnieć należy, że odbywszy chwalebnie świeckie bojowanie, później wstąpił do świętego zakonu Benedyktynów (Opis dał Józef Gacki - Benedyktyński klasztor na Łysej Górze).
- W roku kampanii rosyjskiej 1664 był podpułkownikiem królewskim. Brał udział w rokoszu J. Lubomirskiego (1666), dowodząc wiślicką chorągwią pospolitego ruszenia; podpisał również układ łęgonicki[4] .
- Na sejmiku opatowskim woj. sandomierskiego wybierano go marszałkiem koła (1667, 1670, 1672, 1675, 1679), posłował na sejmy (1667, 1668, 1669, 1670, 1673, 1678).
- W roku 1670 na sejmiku opatowskim którego był marszałkiem, wybrany posłem na sejm. Był także komisarzem królewskim do spraw dystrybucji hiberny.
- W roku 1673 na wielkiej radzie posłował z województwa sandomierskiego. Z nadania sejmu w roku 1678 udał się na „ugodzenie spraw od Węgier pogranicznych”[5] .

Komornicki żonaty był z Zofią z Różnicy, wdową po Mikołaju Balickim. Po jej śmierci wstąpił do zgromadzenia benedyktynów na Łysej Górze.
Pisał pamiętniki, w których Kochowski wyczytał, „że Pan Jezus na krzyżu będącym przed kościołem bernardyńskim w Warszawie, odwrócił oblicze od Jana Kazimierza, jadącego na wojnę z Lubomirskim”.

Jemu też Kochowski przypisał autorstwo pieśni o pogromie pod Cudnowem.

## Z kronik zakonnych
Po roku nowicjatu, złożeniu ślubów zakonnych, z nominacji królewskiej Jana III, wyświęcony przez biskupa Jana Małachowskiego w roku 1682 zostaje Opatem Świętokrzyskim na Łysej Górze.

W roku 1685 król Jan III Sobieski ostatecznie przywileje Hieronima Komornickiego potwierdza.
1681 opat Michał Komornicki na miejscu zniszczonego kościoła drewnianego w miasteczku Wierzbnik funduje i każe wybudować nowy, murowany, oraz plebanię.
1686 Michał Komornicki opat świętokrzyski zobowiązany uchwałami synodu prowincjonalnego do łożenia 200 fl. rocznie z dóbr opackich na naukę zakonników, ofiarowuje im znajdujące się od ponad 50 lat w rękach świeckich dzierżawców: małą wieś Skały z folwarkiem na którym znajduje się tylko opustoszała stodoła i 6 zagrodników oraz 2 opustoszałe role kmiece w Czarzowie, zajęte niegdyś przez Wojciecha Maznika i Macieja Koziołka, zobowiązanych do pracy na folwarku w Skałach, a także młyn, przy czym dochód z tych dóbr przeznaczony ma być na naukę zakonników, wynagrodzenia profesorów oraz potrzeby zakrystii.
1685 przeor i ekonom klasztoru świętokrzyskiego, jako komisarze opata Michała Komornickiego, odbierają za różne przewinienia wójtowi Kuczowa młyn i przekazują go na użytek dworu w Rzepinie.
1682–1689 opat Michał Komornicki zostaje mianowany przez Sąd apostolski komisarzem do spraw przestrzegania reguły w polskich klasztorach benedyktyńskich. Starał się o połączenie ich w osobną kongregację.
1689 w rezydencji opackiej w Starej Słupi zmarli Andrzej Szeligowski, koadiutor opata i prepozyt wąwolnicki, oraz opat Michał Komornicki (4 września tego roku).
Portret jego zachowany w dawnym mieszkaniu opackim, nosi podpis: „Michael Hieronymus Jaxa Komornicki abbas S. Crucis Calvimontis, ordinis Sancti Benedicti, saecularis, reipublicae fuit charus, ablegatus Grodnam e palantinatu sandomiriensi ad generalia regni comitia, libertatis lechicae et ecclesiasticae immunitatis defensor, abbas post creatus, regularis discipiinae pius executor, a Joanne III rege Poloniae confirmationem privilegiorum monasterii perenniter impetravit. Obiit 1689”.